# Matthew Wright
Matthew Andrew Christopher Wright (Toronto, 7 febbraio 1991) è un cestista canadese con cittadinanza filippina.

## Carriera
Con le Filippine ha disputato i Campionati asiatici del 2017.